# Diócesis de Worcester
La diócesis de Worcester (en latín: Dioecesis Wigornien(sis) y en inglés: Roman Catholic Diocese of Worcester) es una circunscripción eclesiástica latina de la Iglesia católica en Estados Unidos, sufragánea de la arquidiócesis de Boston. La diócesis tiene al obispo Robert Joseph McManus como su ordinario desde el 9 de marzo de 2004.

## Territorio y organización

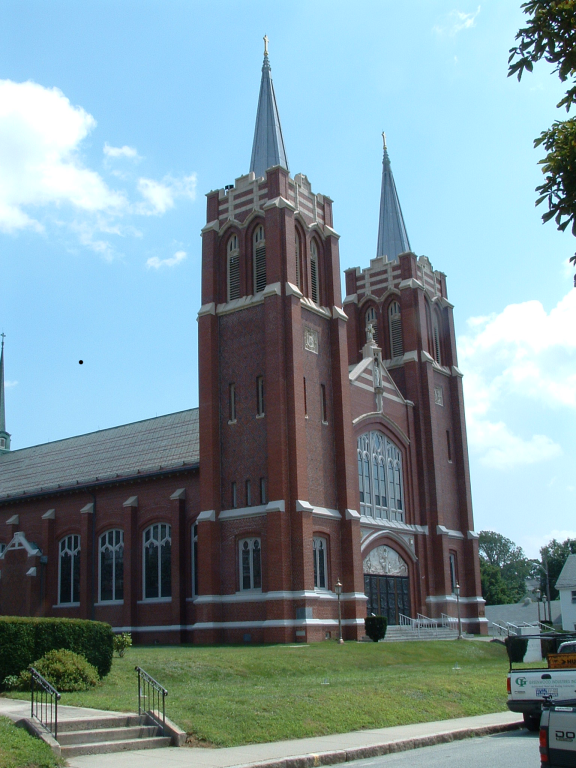
Basílica de San José, Webster

La diócesis tiene 3966 km² y extiende su jurisdicción sobre los fieles católicos de rito latino residentes en el condado de Worcester en el estado de Massachusetts.
La sede de la diócesis se encuentra en la ciudad de Worcester, en donde se halla la Catedral de San Pablo. En Webster se encuentra la basílica menor de San José.
En 2020 en la diócesis existían 96 parroquias.
En 2004, el obispo Reilly agrupó las parroquias en "aglomeraciones". El propósito de este sistema es permitir que las comunidades se reúnan para un evento regional. Además, los sacerdotes pueden sustituirse entre sí en una parroquia en particular.
| Parroquia | Ciudad/pueblo                 | Aglomeraciones |
| --- | ----------------------------- | -------------- |
| Ascension (cerrada el 1/7/08) | Worcester                     | 42             |
| Blessed Sacrament | Worcester                     | 44             |
| Christ the King | Worcester                     | 32             |
| Good Shepherd | Linwood                       | 22             |
| Holy Angels | Upton                         | 23             |
| Holy Cross | Templeton (East Templeton)    | 2              |
| Holy Family of Nazareth | Leominster                    | 8              |
| Holy Name of Jesus (franceses; cerrada el 1/7/08) | Worcester                     | 43             |
| Holy Spirit (hispanos) | Gardner                       | 3              |
| Immaculate Conception | Fitchburg                     | 6              |
| Immaculate Conception | Lancaster                     | 11             |
| Immaculate Conception | Worcester                     | 44             |
| Immaculate Heart of Mary | Winchendon                    | 2              |
| Madonna of the Holy Rosary | Fitchburg                     | 5              |
| Mary, Queen of the Rosary | Spencer                       | 33             |
| North American Martyrs | Auburn                        | 18             |
| Notre Dame | Southbridge                   | 29             |
| Notre Dame & St. Joseph (renombrada a Holy Family) (francocanadienses)                                                                                | Worcester                     | 39             |
| Our Lady Immaculate | Athol                         | 1              |
| Our Lady of Częstochowa (polacos) | Worcester                     | 42             |
| Our Lady of Fatima | Worcester                     | 44             |
| Our Lady of Good Counsel | West Boylston                 | 14             |
| Our Lady of Jasna Gora | Clinton                       | 11             |
| Our Lady of Loreto | Worcester                     | 40             |
| Our Lady of Lourdes | Worcester                     | 40             |
| Our Lady of Mercy | Worcester                     | Maronita       |
| Our Lady of Mt. Carmel & St. Ann (italianos) | Worcester                     | 39             |
| Our Lady of Perpetual Help | Worcester                     | Melquita       |
| Our Lady of the Angels | Worcester                     | 37             |
| Our Lady of the Assumption | Millbury                      | 19             |
| Our Lady of the Holy Rosary | Gardner                       | 3              |
| Our Lady of the Lake | Leominster                    | 9              |
| Our Lady of the Rosary | Clinton                       | 11             |
| Our Lady of the Rosary | Worcester                     | 38             |
| Our Lady of Vilna (históricamente lituanos, actualmente vietnamitas)                                                                                  | Worcester                     | 42             |
| Our Lady, Queen of Heaven Mission | Royalston (South Royalston)   | 1              |
| Prince of Peace | Princeton                     | 10             |
| Sacred Heart of Jesus | Fitchburg                     | 5              |
| Sacred Heart of Jesus | Gardner                       | 3              |
| Sacred Heart of Jesus | Hopedale                      | 24             |
| Sacred Heart of Jesus | Milford                       | 24             |
| Sacred Heart of Jesus (franceses) | Southbridge                   | 29             |
| Sacred Heart of Jesus | Webster                       | 28             |
| Sacred Heart of Jesus | West Brookfield               | 34             |
| Sacred Heart of Jesus | Worcester                     | 41             |
| St. Aloysius | Hardwick (Gilbertville)       | 36             |
| St. Aloysius & St. Jude | Leicester                     | 31             |
| St. Andrew Bobola (polacos) | Dudley                        | 27             |
| St. Andrew the Apostle | Worcester                     | 37             |
| St. Ann | Oxford (North Oxford)         | 26             |
| St. Anna | Leominster                    | 8              |
| St. Anne | Ashburnham (South Ashburnham) | 4              |
| St. Anne | Shrewsbury                    | 15             |
| St. Anne | Southborough                  | 17             |
| St. Anne & St. Patrick (operada por asuncionistas) | Sturbridge (Fiskedale)        | 30             |
| St. Anne | Worcester (Manchaug)          | 21             |
| St. Anthony di Padua | Fitchburg                     | 6              |
| St. Anthony of Padua | Dudley                        | 28             |
| St. Augustine Mission | Hardwick (Wheelwright)        | 36             |
| St. Augustine | Millville                     | 25             |
| St. Bernadette | Northborough                  | 16             |
| St. Bernard | Fitchburg                     | 7              |
| St. Bernard | Worcester                     | 38             |
| St. Boniface | Lunenburg                     | 9              |
| St. Brigid | Millbury                      | 19             |
| St. Camillus de Lellis (históricamente franceses) | Fitchburg                     | 7              |
| St. Casimir (lituanos; cerrada el 1/7/08) | Worcester                     | 42             |
| St. Catherine of Sweden | Worcester                     | 41             |
| St. Cecilia | Leominster                    | 8              |
| St. Charles Borromeo | Worcester                     | 37             |
| St. Christopher | Worcester                     | 14             |
| St. Columba | Paxton                        | 32             |
| St. Denis | Ashburnham                    | 4              |
| St. Denis | Douglas                       | 21             |
| St. Edward the Confessor | Westminster                   | 4              |
| St. Francis of Assisi | Athol                         | 1              |
| St. Francis of Assisi (hispanos) | Fitchburg                     | 6              |
| St. Francis Xavier | Bolton                        | 12             |
| St. Gabriel the Archangel (establecida en 2006) Merging of St. Michael the Archangel (Mendon) y Holy Angels (Upton) Nueva iglesia completada en 2008. | Upton                         | 23             |
| St. George | Worcester                     | 13             |
| St. Hedwig (polacos) | Southbridge                   | 29             |
| St. James | Grafton (South Grafton)       | 20             |
| St. Joan of Arc (hispanos) | Worcester                     | 38             |
| St. John | Worcester                     | 42             |
| St. John the Baptist | East Brookfield               | 33             |
| St. John the Evangelist | Clinton                       | 11             |
| St. Joseph | Auburn                        | 18             |
| St. Joseph | Barre                         | 36             |
| St. Joseph | Charlton                      | 30             |
| St. Joseph (hispanos) | Fitchburg                     | 5              |
| St. Joseph | Gardner                       | 3              |
| St. Joseph & St. Pius X | Leicester                     | 31             |
| St. Joseph | North Brookfield              | 34             |
| St. Joseph Basilica | Webster                       | 27             |
| St. Joseph the Good Provider | Berlin                        | 11             |
| St. Leo (hispanos) | Leominster                    | 8              |
| St. Louis | Webster                       | 28             |
| St. Luke the Evangelist | Westborough                   | 17             |
| St. Margaret Mary (cerrada 7/11/08) | Worcester                     | 39             |
| St. Mark | Sutton                        | 19             |
| St. Martin Mission | Templeton (Otter River)       | 2              |
| St. Mary | Brookfield                    | 34             |
| St. Mary | Grafton (North Grafton)       | 20             |
| St. Mary | Holden (Jefferson)            | 13             |
| St. Mary | Shrewsbury                    | 15             |
| St. Mary (hispanos) | Southbridge                   | 29             |
| St. Mary | Uxbridge (Massachusetts)      | 22             |
| St. Mary of the Hills | Boylston                      | 15             |
| St. Mary the Assumption | Milford                       | 24             |
| St. Matthew | Southborough                  | 17             |
| St. Michael the Archangel | Mendon                        | 23             |
| St. Patrick | Northbridge (Whitinsville)    | 22             |
| St. Patrick | Rutland                       | 10             |
| St. Paul | Blackstone                    | 25             |
| St. Paul | Warren                        | 35             |
| St. Paul Cathedral | Worcester                     | 44             |
| St. Peter | Northbridge                   | 22             |
| St. Peter | Petersham                     | 1              |
| St. Peter (hispanos y afroamericanos) | Worcester                     | 43             |
| St. Philip | Grafton                       | 20             |
| St. Richard of Chichester | Sterling                      | 10             |
| St. Roch | Oxford                        | 26             |
| St. Rose of Lima | Northborough                  | 16             |
| St. Stanislaus | Warren (West Warren)          | 35             |
| St. Stephen | Worcester                     | 39             |
| St. Theresa | Blackstone                    | 25             |
| St. Theresa, the Little Flower | Harvard                       | 12             |
| St. Thomas à Becket | Barre (South Barre)           | 36             |
| St. Thomas Aquinas | Warren (West Warren)          | 35             |
| St. Vincent de Paul | Templeton (Baldwinville)      | 2              |

## Historia
La diócesis fue erigida el 14 de enero de 1950 con la bula Ad animarum bonum del papa Pío XII, obteniendo el territorio de la diócesis de Springfield.

## Estadísticas
De acuerdo al Anuario Pontificio 2021 la diócesis tenía a fines de 2020 un total de 285 630 fieles bautizados.
| Año                                                                             | Población            | Población | Población      | Sacerdotes | Sacerdotes    | Sacerdotes    | Bautizados por sacerdote | Diáconos permanentes | Religiosos | Religiosos | Parroquias |
| Año                                                                             | Bautizados católicos | Total     | % de católicos | Total      | Clero secular | Clero regular | Bautizados por sacerdote | Diáconos permanentes | Varones    | Mujeres    | Parroquias |
| ------------------------------------------------------------------------------- | -------------------- | --------- | -------------- | ---------- | ------------- | ------------- | ------------------------ | -------------------- | ---------- | ---------- | ---------- |
| 1950                                                                            | 266 723              | 541 247   | 49.3           | 389        | 259           | 130           | 685                      |                      | 169        | 715        | 99         |
| 1966                                                                            | 348 274              | 612 000   | 56.9           | 544        | 325           | 219           | 640                      |                      | 389        | 1178       | 128        |
| 1970                                                                            | 345 096              | 633 500   | 54.5           | 521        | 313           | 208           | 662                      |                      | 322        | 1144       | 131        |
| 1976                                                                            | 344 674              | 637 969   | 54.0           | 501        | 336           | 165           | 687                      |                      | 272        | 778        | 128        |
| 1980                                                                            | 331 000              | 646 000   | 51.2           | 301        | 301           |               | 1099                     | 29                   | 94         | 770        | 128        |
| 1990                                                                            | 327 968              | 654 000   | 50.1           | 402        | 274           | 128           | 815                      | 54                   | 224        | 634        | 128        |
| 1999                                                                            | 302 000              | 790 705   | 38.2           | 359        | 242           | 117           | 841                      |                      | 107        | 491        | 126        |
| 2000                                                                            | 308 327              | 790 705   | 39.0           | 389        | 273           | 116           | 792                      | 77                   | 196        | 446        | 129        |
| 2001                                                                            | 306 213              | 790 705   | 38.7           | 389        | 273           | 116           | 787                      | 76                   | 195        | 446        | 126        |
| 2002                                                                            | 304 930              | 750 960   | 40.6           | 384        | 275           | 109           | 794                      | 66                   | 192        | 461        | 126        |
| 2003                                                                            | 390 657              | 762 207   | 51.3           | 373        | 265           | 108           | 1047                     | 76                   | 191        | 459        | 126        |
| 2004                                                                            | 369 096              | 762 207   | 48.4           | 323        | 210           | 113           | 1142                     | 74                   | 198        | 461        | 126        |
| 2010                                                                            | 392 404              | 807 000   | 48.6           | 281        | 180           | 101           | 1396                     | 94                   | 169        | 334        | 116        |
| 2014                                                                            | 404 000              | 831 000   | 48.6           | 256        | 168           | 88            | 1578                     | 105                  | 150        | 217        | 102        |
| 2017                                                                            | 279 749              | 821 125   | 34.1           | 256        | 176           | 80            | 1092                     | 112                  | 131        | 222        | 97         |
| 2020                                                                            | 285 630              | 838 430   | 34.1           | 238        | 166           | 72            | 1200                     | 106                  | 131        | 191        | 96         |
| Fuente: Catholic-Hierarchy, que a su vez toma los datos del Anuario Pontificio. |                      |           |                |            |               |               |                          |                      |            |            |            |

Escuelas secundarias
- Holy Name Central Catholic High School, Worcester
- Magnificat Academy, Warren
- Notre Dame Academy, Worcester
- Notre Dame Preparatory School, Fitchburg
- St. Bernard's High School, Fitchburg
- St. John's High School, Shrewsbury
- St. Mary's Central Catholic High School, Worcester
- Saint Peter-Marian High School, Worcester

## Episcopologio
- John Joseph Wright † (28 de enero de 1950-23 de enero de 1959 nombrado obispo de Pittsburgh)
- Bernard Joseph Flanagan † (8 de agosto de 1959-31 de marzo de 1983 retirado)
- Timothy Joseph Harrington † (1 de septiembre de 1983-27 de octubre de 1994 retirado)
- Daniel Patrick Reilly (27 de octubre de 1994-9 de marzo de 2004 retirado)
- Robert Joseph McManus, desde el 9 de marzo de 2004